# FOX Dance Studio
FOX Dance Studio – jest to studio taneczne założone w 2000 roku przez Stanisława Skibniewskiego (wykładowcę Warszawskiego AWFu). Początkowo były to grupki dzieci ze szkół podstawowych, tańczących na zajęciach pozaszkolnych. Z czasem jednak, pod kierownictwem Stanisława Skibniewskiego, zespół ze SP nr 133 na Bielanach wziął udział w swoich pierwszych zawodach – Mistrzostwach Mazowsza, na których zajął 3. miejsce. Był to pierwszy sukces, który wróżył zespołowi jak najlepszą przyszłość. Z czasem ze wszystkich grup szkolnych jakie prowadził S. Skibniewski wyłonił "perełki" z których utworzył zespoły FOX1 i FOX2, trenerką została Agnieszka Chrulska, która prowadziła zespół pod kątem disco dance. Jednak największe sukcesy zespołu możemy zaobserwować dopiero od roku 2006, kiedy to zmiana trenerki na Agnieszkę Czubak spowodowała również zmianę stylu tanecznego na jazz i modern. FDS współpracuje z Miejskim Domem Kultury Bielany.
Obecnie FOX Dance Studio liczy 7 zespołów: FOX1, FOX2, FOX3, FOX 4, FOX  DZIECI 1 i FOX DZIECI 2. Są to najlepsze grupy nie tylko na Warszawskich Bielanach, odnoszą także duże sukcesy w zawodach ogólnopolskich i międzynarodowych.
W 2010 roku grupa obchodziła swoje 10-lecie, które uwieńczyła Warszawskim Festiwalem Młodzieżowych Teatrów Tańca, w którym przedstawiła spektakl pt. "W nas i z nas". Była to pierwsza taka impreza organizowana na terenie Warszawy.

## Osiągnięcia

### Sezon 2010/2011
FOX1 (kategoria 16+)
1. Grand Prix – Bielański przegląd zespołów tanecznych "Taneczny Krąg"
2. Laureaci w pokazie najlepszych zespołów Warszawskich dzielnic
3. 1. miejsce – Mazowiecki Przegląd zespołów tanecznych w Grodzisku Mazowieckim
4. 2. miejsce – Puchar Polski w Inowrocławiu
5. 3. miejsce – Mistrzostwa Polski Federacji ZNTF w Białych Błotach
6. Srebrny Aplauz – Międzynarodowy Festiwal Piosenki i Tańca w Koninie

FOX2 (kategoria 12-16)
1. 1. miejsce – Biealński przegląd zespołów tanecznych "Taneczny Krąg"
2. Wyróżnienie – SPONTAN Ogólnopolskie Spotkania Taneczne
3. 1. miejsce – Mazowiecki Przegląd zespołów tanecznych w Grodzisku Mazowieckim
4. 3. miejsce – Puchar Polski w Inowrocławiu
5. 4. miejsce – Mistrzostwa Polski federacji ZNTF w Białych Błotach
6. Finaliści – Międzynarodowy Festiwal Piosenki i Tańca w Koninie

FOX3 (kategoria 10-12)
1. Wyróżnienie – Bielański przegląd zespołów tanecznych "Taneczny Krąg"
2. 2. miejsce – Mazowiecki przegląd zespołów tanecznych w Grodzisku Mazowieckim

FOX Dzieci (kategoria 7-10)
1. Wyróżnienie – Bielański przegląd zespołów tanecznych "Taneczny Krąg"